# فريد داير
فريد داير (بالإنجليزية: Fred Dyer)‏ (مواليد 29 أبريل 1888 - تاريخ الوفاة مجهول)، هو ملاكم محترف بريطاني سابق صنّف ضمن فئة وزن الوسط بدأ مسيرته الاحترافية سنة 1909.

## إحصائيات
خاض خلال مسيرته 72 نزالا، فاز في 44 وتعادل في 6 وخسر في 20. فاز بالضربة القاضية في 14 نزالا.

## روابط خارجية
- فريد داير على موقع بوكس ريك (الإنجليزية) (registration required)